# コロンビア・モール
コロンビア・クロシング（Columbia Mall）は、アメリカ合衆国ノースダコタ州グランドフォークスの市内にある小売ショッピングモール。このショッピングモールは、1978年にオープン。ターゲット・コーポレーションにより運営されている。
かつて町の中心で繁栄していたが、近年モールの周辺に有名店が路面店をオープンしたため、モール付近は繁栄しているが、モール自体は閉店しているセクションがおおく衰退している。